# Glanze

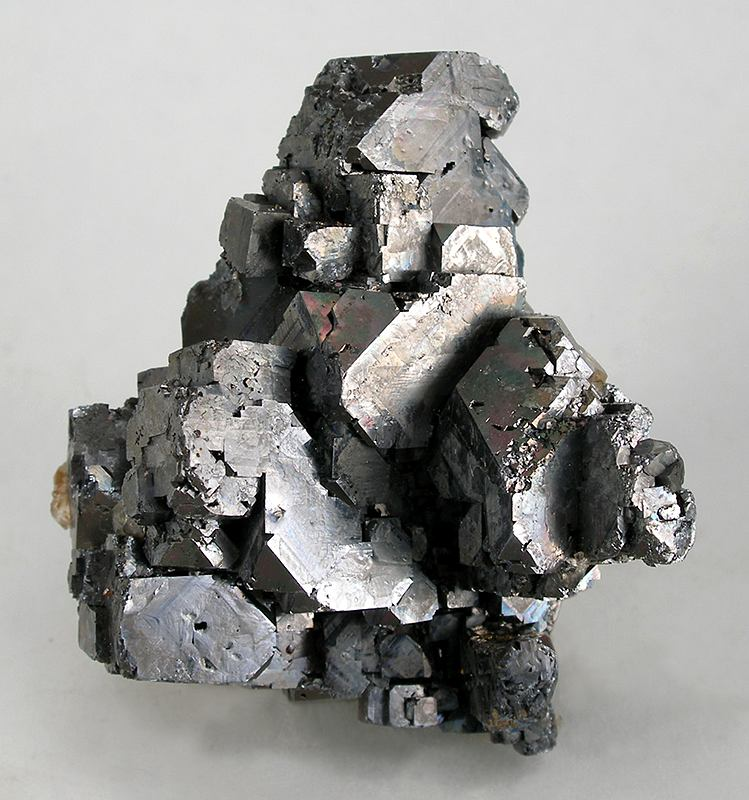
Bleiglanz Galenit

Als Glanze (englisch Glance, glances), gelegentlich auch Galenoide (ähnlich Galenit) wurden unter Berg- und Hüttenleuten eine morphologische Gruppe von sulfidischen und verwandten Erz-Mineralen bezeichnet (siehe auch Bergmannssprache). Herausragendes äußeres Merkmal dieser inzwischen veralteten Sammelbezeichnung ist ihr starker Metallglanz, eine eher geringe Mohshärte zwischen 2 und 3, eine oft deutliche Spaltbarkeit sowie gegenüber der Mineralgruppe der Kiese dunkleren Farben und Strichfarben.
In der Regel haben Glanze eine graue bis dunkle Farbe und eine schwärzliche Strichfarbe. Im Gegensatz zu verwandten Kiesen oder Blenden gelten Glanze nicht als „farbig“, da sie keine gelblichen oder rötlichen „Kupfer“-Töne aufweisen, obwohl Verunreinigungen einzelnen Sorten durchaus Farbschattierungen verleihen können.:195
Die Einteilung der Sulfidminerale in Blenden, Fahle, Glanze und Kiese wurde von Bergleuten und Bergbaupraktikern geprägt, aber die Mineralogie als Wissenschaft erkannte diese Gruppe bis zur Mitte des 20. Jahrhunderts an. Doch selbst im 17.–19. Jahrhundert, als Glanz oder Pyrit als allgemein anerkannte wissenschaftliche Begriffe galten, behandelten Mineralogen sie ohne die gebotene kategorische Strenge und verstanden sie rein allgemein als eine morphologische Gruppe, die durch äußere Merkmale vereint war. Beispielsweise ist einer der bekanntesten Glanze, der Eisenglanz Hämatit kein Sulfid, sondern ein Eisen-Oxid.:92
Mit der allmählichen Entwicklung der anorganischen Chemie und der Vorstellungen über die Struktur von Mineralen verlor die Gruppe Glanze ihre Bedeutung, obwohl viele der alten Namen der Minerale noch als Synonyme oder Trivialnamen in Gebrauch sind, unter anderem bei Geologen, Bergleuten, Handwerkern, Amateuren und Mineralsammlern.

## Eigenschaften

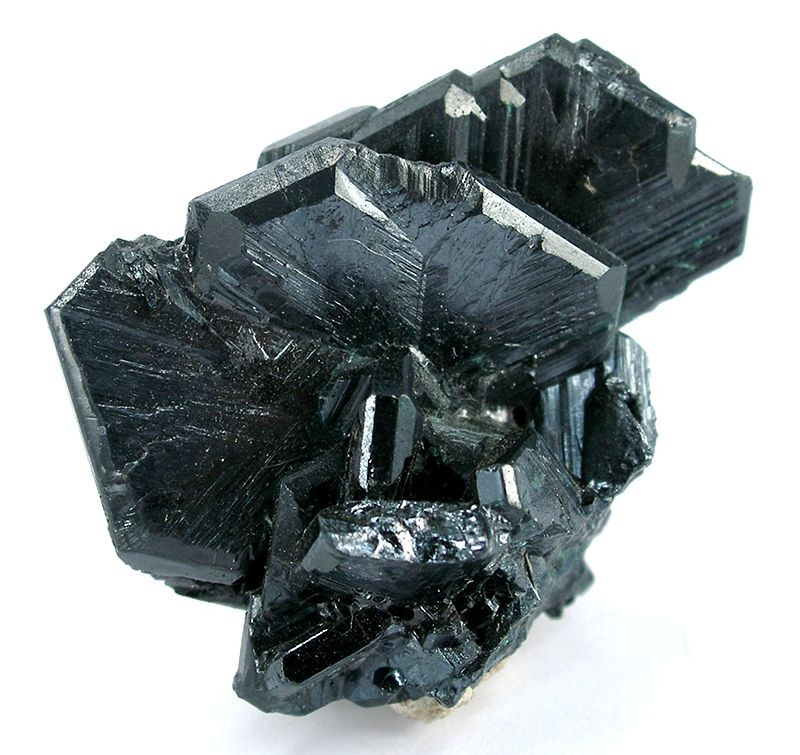
Kupferglanz Chalkosin

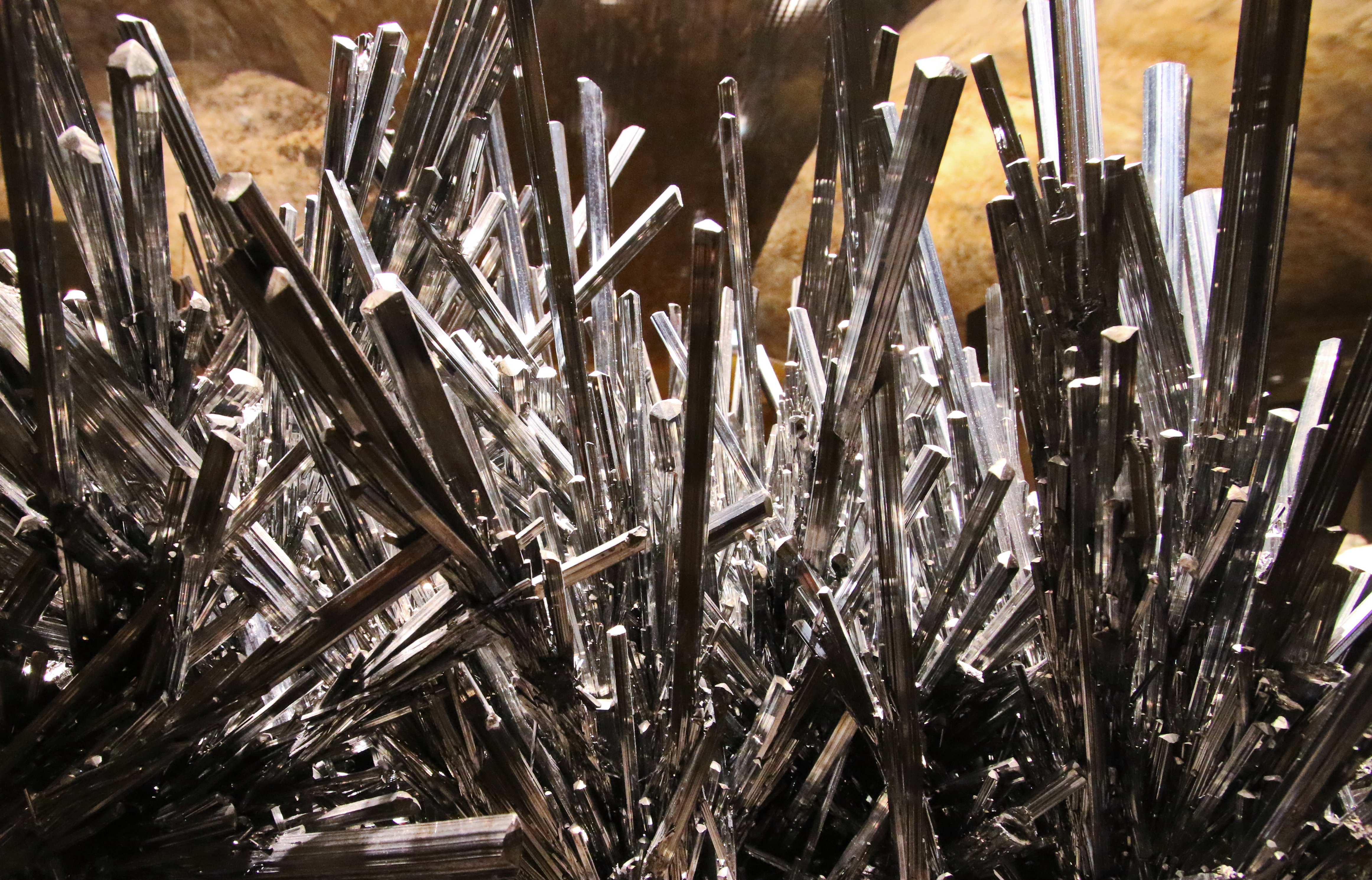
Antimonglanz Stibnit

Zu den Glanzen zählen vor allem Sulfide von Schwer- und Übergangsmetallen, die frisch gebrochen einen starken metallischen, fast spiegelähnlichen Glanz aufweisen. Er ist nur auf nicht oxidierten Oberflächen deutlich sichtbar. Die Zusammensetzung der Gruppe erfolgte nach äußeren Merkmalen, und die bekanntesten Minerale vermitteln durch ihr Aussehen sofort einen ungefähren Eindruck davon. Dazu gehören unter anderem Bleiglanz (Galenit), Kupferglanz (Chalkosin), Antimonglanz (Stibnit), Molybdänglanz (Molybdänit), Kobaltglanz (Cobaltit) und Silberglanz (Akanthit).
Alle aufgeführten Minerale zeigen die genannten typischen Eigenschaften der Glanze. Darüber hinaus fallen sie durch ihre erhöhte Wärmeleitfähigkeit auf (sie kühlen die Hand). Sie alle enthalten Schwefel (S2−) als Anion, manchmal gemischt mit ähnlichen Verbindungen von Arsen oder Antimon. Die meisten sulfidischen Minerale zeichnen sich durch ein hohes Reflexionsvermögen (im Bereich von 50–35 %) aus und erscheinen mit wenigen Ausnahmen im reflektierten Licht unter dem Mikroskop weiß oder grau.:195 Die meisten Glanze sind Erzminerale, aus denen die in ihrer Zusammensetzung enthaltenen Titelmetalle (insbesondere Kupfer, Blei, Molybdän, Antimon) im industriellen Maßstab isoliert werden.
Glanze sind undurchsichtig und haben ein hohes spezifisches Gewicht. Im Vergleich zu Mineralen mit nichtmetallischem Glanz sind Glanze schwerer.:3–4 Die meisten von ihnen sind chemisch aktiv, neigen zu schneller Oxidation und behalten für relativ kurze Zeit den Metallglanz des Bruchs. Letzterer Umstand ist besonders bei der Bestimmung von Mineralen aus der Gruppe der Glanze und Kiese zu berücksichtigen.
An der Luft verblassen Glanze relativ schnell oder zersetzen sich. Alle Glanze geben das in ihnen enthaltene Metall leicht ab und gehören daher traditionell zu den bekanntesten Metallerzen und dienen auch als Quelle für die darin enthaltenen Elemente Arsen, Antimon, Selen oder Tellur.

## Geschichte
Im 16. bis 18. Jahrhundert hatte die Gruppe der Glanze einen utilitaristischen und teilweise chaotischen Charakter. Sie wurde hauptsächlich auf der Grundlage des Aussehens der in Europa bekannten Erze gebildet und umfasste viele glänzende metallische Minerale, die Bergleute und Geologen traditionell mit diesem Wort bezeichneten (Glanze oder englisch glance). Die Kenntnis der chemischen Zusammensetzung dieser Minerale war äußerst oberflächlich und konnte die wichtigsten strukturellen Details ihrer inneren Struktur nicht klären. Im Ergebnis wurden Stoffe, die nach zwei oder drei Hauptkriterien eine klare Gemeinsamkeit aufwiesen, zu einer Gruppe mit folgenden Eigenschaften zusammengefasst:
1. auffälliges metallisches (metalloides) Aussehen mit einem charakteristischen metallischer Glanz;
2. schwer, mit einer Strichfarbe, die in der Luft mehr oder weniger schnell verblasst oder sich zersetzt;
3. das darin enthaltene Metall leicht freisetzend und daher traditionell als Erze dienend.[8]:10–11

In voller Übereinstimmung mit den oben genannten Eigenschaften erhielten viele Minerale bereits im 16. bis 18. Jahrhundert von Mineralogen spezielle Gruppennamen. So wurden sie bereits zu Beginn des 18. Jahrhunderts fest zu sichtbaren und erkennbaren Gruppen von Glanzen, Kiesen usw. zusammengefasst.:11
Die wichtigste Rolle bei der Interpretation und Ordnung der Sulfide spielte Jöns Jacob Berzelius. In seiner chemisch-mineralogischen Studie von 1843 stellte er die Hypothese auf, dass Schwefel (wie Sauerstoff ein elektronegatives chemisches Element) in der Lage ist, mit elektropositiven Elementen Sulfonsäurebasen zu bilden. Schwefelbasen und Sulfobasen ergeben in Kombination mit Sulfiden Sulfosalze, die in ihrer chemischen Formel Sauerstoffsalzen ähneln, bei denen das Sauerstoffatom durch Schwefel ersetzt ist. Ähnlich wie Schwefel haben auch Selen und in geringerem Maße Tellur die gleiche Fähigkeit, Sauerstoff in allen ähnlichen Stoffen zu ersetzen. Basierend auf den Ergebnissen seiner Forschungen kombinierte Berzelius vier Elemente (die zukünftige Gruppe von Chalkogenen: O, S, Se und Te) als „Corpora amphogenia“, also auf der Basis von Substanzen, die sich mit Metallen verbinden können, um ihren Verbindungen den Charakter von Basen und sauren Oxiden zu verleihen.:10
Basierend auf der aufgestellten chemischen Hypothese übertrug Berzelius sie auf das Gebiet der Mineralogie und schuf eine eigene Gruppe von Schwefelmineralen, hauptsächlich Erzen, ähnlich den Sauerstoffverbindungen. Diese Substanzen wurden von Bergleuten und praktizierenden Geologen lange Zeit empirisch nur auf der Grundlage äußerer physikalischer Eigenschaften gruppiert, ohne Bezug auf ihre Struktur oder chemische Formel. Die Tatsache, dass Berzelius’ neue Theorie im Allgemeinen mit der traditionellen Klassifizierung der Mineralogen übereinstimmte, schien darauf hinzudeuten, dass die Klassifizierung dieser Minerale in eine oder mehrere eng verwandte Gruppen im Allgemeinen richtig war.:11

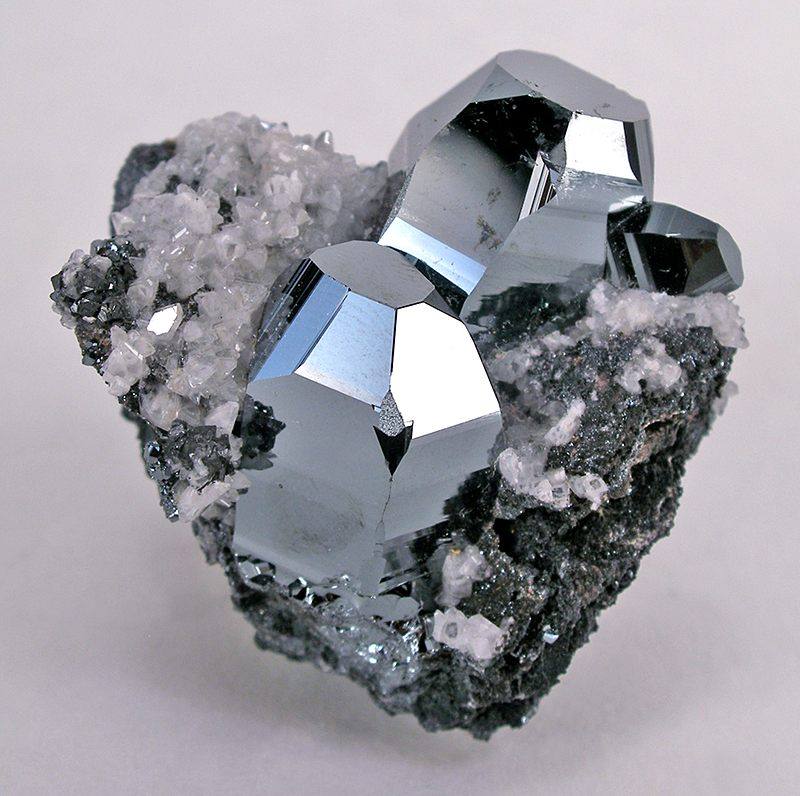
Eisenglanz Hämatit mit Calcit (weiß)

Die chemische Theorie der Struktur von Sulfiden von Berzelius bestätigte im Allgemeinen die bisherige Einteilung der Erze in Glanze, Kiese und ihnen nahestehende Gruppen, erzwang jedoch mehrere wesentliche Änderungen. Insbesondere mussten von hier mehrere „nicht sulfidische“ Glanze entfernt werden, genauer gesagt Sauerstoffminerale, die aufgrund äußerer Anzeichen hierher gebracht wurden. Der bekannteste dieser nicht sulfidischen Glanze ist vermutlich der Eisenglanz (heute: Hämatit) mit der Formel Fe2О3.
Gleichzeitig entstand die Notwendigkeit, dieser Gruppe eine zuvor isolierte Gruppe von Mineralen hinzuzufügen, die zuvor unter empiristischen Mineralogen umstritten war, den sogenannten „Blenden“. Diese sahen weder wie Glanze noch wie Kiese aus, das heißt, ihr metallischer Glanz ist schwächer, die Dichte geringer, die Strichfarbe nicht immer grau bis schwarz und das Metall lässt sich bei ihnen oft nur schwer herausschmelzen.:11
Im ersten Drittel des 20. Jahrhunderts verloren durch äußere Merkmale verbundene Mineralgruppen endgültig ihre wissenschaftliche Relevanz. Viele traditionelle Namen blieben jedoch bestehen. Sie waren fest in alten, bekannten Erzen verankert und behielten ihre Relevanz vor allem über die Grenzen der wissenschaftlichen Mineralogie selbst hinaus – in der industriellen und wirtschaftlichen Praxis sowie in der literarischen Sprache. Dieses Phänomen hatte offensichtliche psychologische Wurzeln. Insbesondere der charakteristische metallische Glanz auf der Oberfläche eines frischen Bruchs ist so deutlich, dass er buchstäblich ins Auge fällt.
Aus diesem Grund findet man bis heute auf den Seiten verschiedener Literatur, auch wissenschaftlicher Literatur, Chalkosin, Stibnit oder Hämatit unter den alten Namen (heute Trivialnamen): Kupferglanz, Antimonglanz oder Eisenglanz.

## Bekannte Vertreter
Die Gesamtzahl der als Glanz bezeichneten Minerale beträgt mehrere Dutzend, darunter auch die sogenannten Mischminerale, die zwei oder mehr Metalle vereinen. Zu den bekanntesten, am weitesten verbreiteten und im Hinblick auf den Erzglanz wichtigsten zählen jedoch die sogenannten „reinen“ Minerale, bei denen der Gehalt an Grundmetallen die Verunreinigungen deutlich übersteigt.
| Bergmännische Bezeichnung                                  | Mineral                                                              |
| ---------------------------------------------------------- | -------------------------------------------------------------------- |
| Antimonarsennickelglanz (auch Arsenantimonnickelglanz)     | Korynit (Varietät von Gersdorffit oder Ullmannit)                    |
| Antimonbleiglanz                                           | Bournonit                                                            |
| Antimonglanz (prismatoidischer)                            | Stibnit (auch Antimonit)                                             |
| Antimonglanz, axotomer                                     | Jamesonit                                                            |
| Antimonglanz, peritomer                                    | Freieslebenit                                                        |
| Antimonglanzerz                                            | Heteromorphit                                                        |
| Antimonkupferglanz                                         | Bournonit                                                            |
| Antimonsilberglanz                                         | Stephanit                                                            |
| Arsenglanz, Arsenik Glanz                                  | Arsenolamprit                                                        |
| Arsennickelglanz (auch Nickelarsenglanz)                   | Gersdorffit                                                          |
| Arsenikspießglanz                                          | Allemontit                                                           |
| Baritomglanz oder Basitomglanz                             | Freieslebenit                                                        |
| Bismuthglanz                                               | Bismuthinit                                                          |
| Bleiantimonglanz                                           | Zinckenit                                                            |
| Bleiarsenglanz                                             | Sartorit                                                             |
| Bleiglanz                                                  | Galenit                                                              |
| Bleispießglanz                                             | Bournonit zersetzt                                                   |
| Bleiwismutglanz                                            | Galenobismutit                                                       |
| Chalybinglanz                                              | Jamesonit                                                            |
| Distomglanz, dodekaedrischer                               | Tennantit                                                            |
| Distomglanz, hemiprismatischer                             | Wagnerit oder Plagionit                                              |
| Distomglanz, hexaedrischer                                 | Stannit (auch Stannin)                                               |
| Distomglanz, rhomboedrischer                               | Zinckenit                                                            |
| Dystomglanz                                                | Bournonit                                                            |
| Dystomglanz, tetraedrischer                                | Tetraedrit                                                           |
| Eisenantimonglanz                                          | Berthierit                                                           |
| Eisenglanz                                                 | Hämatit                                                              |
| Enganglanz                                                 | Polybasit                                                            |
| Eugenglanz                                                 | Polybasit                                                            |
| Eutomglanz                                                 | Molybdänit oder Nagyágit                                             |
| Fahlglanz (blendiger)                                      | Fahlerz-Varietät                                                     |
| Fahlglanz, zinnischer                                      | Stannit (auch Stannin)                                               |
| Gelbspießglanz(erz)                                        | Valentinit                                                           |
| Grauspießglanz(erz)                                        | Stibnit (auch Antimonit)                                             |
| Grauspießglanz(erz), haarförmiges                          | Jamesonit                                                            |
| Kiesglanz                                                  | Berthierit                                                           |
| Kobaltbleiglanz                                            | Clausthalit oder Gemenge aus Clausthalit und Cobaltit                |
| Kobaltglanz (auch Koboltglanz oder Glanzkobalt)            | Cobaltit, Linneit oder Skutterudit                                   |
| Kupferantimonglanz                                         | Chalkostibit oder Tetraedrit                                         |
| Kupferbleiglanz                                            | Gemenge aus Galenit und Chalkosin oder Bayldonit                     |
| Kupferglanz (lamellarer oder rhombischer)                  | Chalkosin oder Djurleit                                              |
| Kupferglanz, lamellarer oder rhombischer                   | Chalkosin                                                            |
| Kupferglanz, blauer                                        | Digenit                                                              |
| Kupferglanz, diprismatischer                               | Bournonit                                                            |
| Kupferglanz, isometrischer                                 | Stromeyerit                                                          |
| Kupferglanz, isotroper                                     | Digenit                                                              |
| Kupferglanz, prismatischer                                 | Chalkosin oder Bournonit                                             |
| Kupferglanz, prismatoidischer                              | zersetzter Bournonit                                                 |
| Kupferglanz, tetraedischer                                 | Tetraedrit                                                           |
| Kupfersilberglanz                                          | Stromeyerit                                                          |
| Kupferwismutglanz                                          | Emplektit (nach Schneider), Wittichenit (nach Naumann) oder Annivit  |
| Manganglanz                                                | Alabandin                                                            |
| Melanglanz, prismatischer                                  | Stephanit                                                            |
| Melanglanz, rhomboedrischer                                | Polybasit oder Cronstedtit                                           |
| Merkurglanz                                                | Metacinnabarit oder Onofrit (selenhaltiger Metacinnabarit)           |
| Mildglanz(erz)                                             | Polybasit                                                            |
| Molybdänglanz                                              | Molybdänit                                                           |
| Molybdänglanz, edler                                       | Nagyágit                                                             |
| Nickelantimonglanz                                         | Ullmannit                                                            |
| Nickelarsen(ik)glanz                                       | Gersdorffit                                                          |
| Nickelglanz                                                | Gersdorffit oder Ullmannit                                           |
| Nickelspießglanz(erz)                                      | Ullmannit                                                            |
| Nickelwismutglanz                                          | Gemenge aus Linneit und Bismuthinit oder Polydymit                   |
| Para-Kupferglanz                                           | Chalkosin, pseudomorph nach Digenit                                  |
| Para-Silberglanz                                           | Paramorphose von Akanthit nach Argentit                              |
| Plusinglanz                                                | Argyrodit                                                            |
| Querspießglanz                                             | Jamesonit                                                            |
| Rotkupferglanz                                             | Cuprit                                                               |
| Rotspiegelglanz                                            | Kermesit                                                             |
| Rotspießglanz(erz)                                         | Kermesit                                                             |
| Schriftglanz                                               | Sylvanit                                                             |
| Schuppenglanz                                              | Franckeit                                                            |
| Schwarzsilberglanz                                         | Stephanit                                                            |
| Schwarzspießglanz                                          | Stephanit                                                            |
| Schwarzspießglanzerz                                       | Bournonit                                                            |
| Selenbleiglanz                                             | Clausthalit                                                          |
| Selenbleiwismutglanz                                       | Weibullit                                                            |
| Selenkobaltbleiglanz                                       | Clausthalit oder Gemenge aus Clausthalit, Cobaltit usw.              |
| Selenkupferbleiglanz                                       | Gemenge aus Clausthalit, Umangit und Tiemannit                       |
| Selenquecksilberbleiglanz                                  | Gemenge aus Clausthalit und Tiemannit                                |
| Selensilberglanz                                           | Naumannit                                                            |
| Selenwismutglanz                                           | Guanajuatit                                                          |
| Silberantimonglanz                                         | Miargyrit                                                            |
| Silberglanz(erz)                                           | Akanthit oder Argentit                                               |
| Silberglanz, biegsamer                                     | Gemenge aus Sternbergit und Pyrit                                    |
| Silberglanz, hexaedrischer                                 | Argentit                                                             |
| Silberglanz, rhombischer (auch rhombisches Silberglanzerz) | Stephanit                                                            |
| Silberkupferglanz                                          | Stromeyerit                                                          |
| Silberphyllinglanz                                         | Nagyágit                                                             |
| Silberspießglanz                                           | Dyskrasit                                                            |
| Silberwismutglanz                                          | Schapbachit                                                          |
| Spiegelglanz                                               | Wehrlit (Pilsenit oder Tellurobismutit)                              |
| Spießglanz                                                 | Stibnit (auch Antimonit) oder gediegen Antimon                       |
| Spießglanzbleierz                                          | Bournonit                                                            |
| Spießglanzblende                                           | Kermesit                                                             |
| Spießglanzerz                                              | Bournonit, Boulangerit oder Tetraedrit                               |
| Spießglanzerz, neues                                       | Plagionit                                                            |
| Spießglanzfahlerz                                          | Tetraedrit                                                           |
| Spießglanzocker                                            | Stibiconit                                                           |
| Spießglanzoxydul                                           | Stibiconit                                                           |
| Spießglanzsilber                                           | Dyskrasit                                                            |
| Spießglanzweiß                                             | Valentinit oder gediegen Antimon                                     |
| Spießglasglanz, prismatischer oder prismatoidischer        | Bournonit                                                            |
| Sprödglanz(erz)                                            | Stephanit                                                            |
| Stahlantimonglanz                                          | Jamesonit                                                            |
| Tellurglanz                                                | Nagyágit                                                             |
| Tellursilberglanz                                          | Hessit oder Petzit, selten auch Sylvanit                             |
| Tellurwismutglanz                                          | Tetradymit oder Tellurobismutit                                      |
| Tripelglanz                                                | Bournonit                                                            |
| Uranbleiglanz                                              | Galenit aus vorwiegend Uranblei (206Pb)                              |
| Weißspießglanz(erz)                                        | Valentinit                                                           |
| Wismutantimonnickelglanz                                   | Kallilith (Varietät von Ullmannit)                                   |
| Wismutglanz                                                | Bismuthinit, Wehrlit (Pilsenit oder Tellurobismutit) oder Tetradymit |
| Wismutglanz, prismatoidischer                              | Aikinit                                                              |
| Wismutglanz, rhomboedrischer                               | Tetradymit                                                           |
| Wismutnickelglanz                                          | Ullmannit                                                            |
| Zinnkupferglanz                                            | Stannit (auch Stannin)                                               |